# San Antonio (Aguascalientes)
San Antonio es una localidad del estado mexicano de Aguascalientes. Es parte del municipio de Tepezalá.

## Toponimia
El nombre de la población hace referencia al santo patrono de la localidad: Antonio de Padua.

## Demografía
| Gráfica de evolución demográfica |
|                                  |

| Censo | Población |
| ----- | --------- |
| 1900  | 266       |
| 1910  | 297       |
| 1921  | 345       |
| 1930  | 439       |
| 1940  | 581       |
| 1950  | 876       |
| 1960  | 1 173     |
| 1970  | 1 379     |
| 1980  | 1 754     |
| 1990  | 2 082     |
| 2000  | 2 678     |
| 2010  | 3 345     |
| 2020  | 3 889     |